# 杉浦直樹
杉浦直树（すぎうら なおき、1931年12月8日—2011年9月21日）是日本爱知县冈崎市出生的男性演员。他于1957年开始加入艺能界，并拍摄了多部电影及电视剧。
杉浦直树于2011年9月21日因为肺癌发作而离世，终年79岁。

## 演出作品
- 红色系列 - 赤之魂（1980年）
- 39 刑法第三十九条（1999年）
- 釣魚迷日记13（2002年）
- 药房女孩（2003年）
- 手纸（2006年）

## 电视剧
- 不平凡的勇气（2000年）
- 来自北国（2002年）
- 牽绊的爱（2005年）（特别出演）
- 轮舞曲（2006年）